# منى حنضل داية
منى حنضل الداية هي سيدة أعمال فلسطينية أمريكية ورائدة أعمال ورئيسة حالية لجمعية بيت لحم، وهي منظمة تضم أشخاصًا من أمريكا الشمالية وأجزاء أخرى من العالم من أصول عائلية في مدينة بيت لحم الفلسطينية بالضفة الغربية.
ولدت حنضل الداية في عام 1957، وغادرت فلسطين مع عائلتها في سن ستة أشهر. انتقلت الأسرة إلى الولايات المتحدة، ونشأت الداية في ميلووكي، ويسكونسن، وسان دييغو، كاليفورنيا. عملت أولاً في صناعة الإلكترونيات، قبل بدء شركتها الخاصة في عام 1992.
كانت الداية أيضًا عضوًا مؤسسًا في اللجنة الأمريكية العربية لمناهضة التمييز، وما زالت تشغل منصبها، بالإضافة إلى شغلها منصب رئيس جمعية بيت لحم.